# The GAP Band

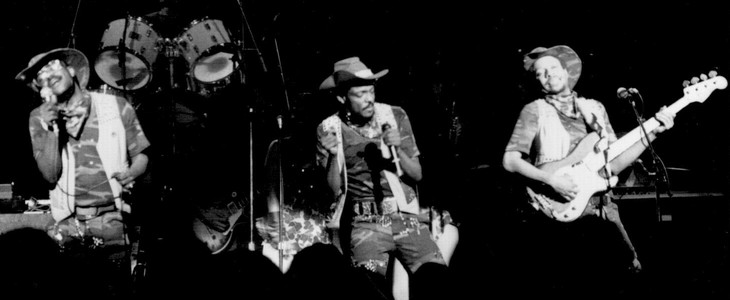
The Gap Band (1983)

The GAP Band war eine amerikanische R&B-, Soul- und Disco-Funk-Band, die 1967 von den Brüdern Charlie, Ronnie und Robert Wilson in Tulsa gegründet wurde.

## Bandgeschichte
Die Brüder Wilson wuchsen in Tulsa auf und begannen in der Pfingstkirche ihres Vaters mit dem Singen und Musizieren. Dort erhielten sie auch Musikunterricht und erlernten das Spielen verschiedener Instrumente, darunter das Klavier. Mit 14 Jahren gründete Ronnie Wilson, der älteste Bruder, seine erste eigene Band. Charlie schloss sich einige Jahre später einer rivalisierenden Gruppe an. Als die beiden Formationen eines Tages in der gleichen Straße auftraten, bat Ronnie seinen Bruder, für 50 Dollar mehr als ihm seine bisherige Band zahlte, in dessen Band einzutreten. Obwohl auch die andere Gruppe ihr Angebot erhöhte, folgte Charlie seinem Bruder.
Als kurze Zeit später der Bassist der nun gemeinsamen Band ausstieg, holten die beiden Wilsons ihren jüngeren Bruder Robert, der zu dieser Zeit gerade 14 Jahre alt war, als Nachfolger in die Gruppe. Zunächst hatte die Band keinen Namen, wurde dann aber „Greenwood, Archer & Pine Street Band“ genannt – Greenwood, Archer und Pine sind Straßennamen der Heimatstadt Tulsa. Weil der Name für Plakate und andere Werbung zu lang war, verkürzten ihn die Brüder zu „G. A. P. Street Band“. Durch einen Schreibfehler entstand der endgültige Gruppenname „The GAP Band“.
Zunächst spielte die Gruppe in Country-&-Western-Kneipen sowie in Tennis- und Rockclubs, bis Mitte der 1970er Jahre allerdings, ohne nennenswerten Erfolg zu haben. Charlie zog es von Tulsa nach Los Angeles, um sich neue Möglichkeiten zu erschließen. Ronnie und Robert folgten ihm kurze Zeit später. Durch ihren Freund, den Sänger und Songwriter D. J. Rogers, lernten die Wilsons den Musikproduzenten und Geschäftsmann Lonnie Simmons kennen, der einen Nachtclub und ein Tonstudio, die beide den Namen Total Experience trugen, besaß. Mit ihren neun Bandmitgliedern unterzeichneten die Brüder einen Plattenvertrag.
Die ersten Alben, Magicians Holiday (1974) und The Gap Band (1977), blieben weitgehend unbeachtet, obwohl auf dem nach der Band benannten Longplayer Gastbeiträge von D. J. Rogers, Reverend James Cleveland, Chaka Khan, Leon Russell und Les McCann zu hören sind. Lediglich die Auskopplungen Out of the Blue (Can You Feel It) und Little Bit of Love waren auf unteren Rängen der R&B-Charts gelistet.
Erst als die Formation einen Vertrag bei Mercury Records erhielt, stellte sich der ersehnte Erfolg ein. Das ebenfalls als The Gap Band betitelte Album, das eine komplett andere Trackliste beinhaltet als der gleichnamige Vorgänger, brachte der Gap Band 1979 eine Platzierung unter den Billboard 200 (Platz 77) und erreichte sogar Platz 10 der R&B-Charts. Die dazugehörige Singles Shake erreichte Platz 4 der R&B-Charts, ihr Nachfolger Open Up Your Mind kam auf Platz 13.
Das Ende desselben Jahres erschienene Album The Gap Band II stieg Anfang 1980 auf Platz 42 der Billboard 200 und auf Platz drei der R&B-Charts. Daraufhin wurde die Platte mit einer Goldenen Schallplatte ausgezeichnet. Die erste Auskopplung, Steppin’ (Out), belegte Platz 10 der R&B-Charts. Mit dem Lied I Don’t Believe You Want to Get Up and Dance, das in Europa unter dem Titel Oops Up Side Your Head erschien, hatte die Gap Band den ersten internationalen Hit – in Deutschland belegte die Single Platz 18, im Vereinigten Königreich Platz 6 und in den US-R&B-Charts Platz vier. Prince bezeichnete Oops Up Side Your Head als einen von 55 Songs, die ihn musikalisch inspiriert haben. Der Track Party Lights, der in Deutschland auf der B-Seite von Oops Up Side Your Head zu hören ist, platzierte sich auf Rang 30 der UK- und auf Platz 36 der R&B-Charts.
Mit dem Album The Gap Band III gelang der Gruppe zu Beginn des Jahres 1981 der erste Nummer-eins-Erfolg in den R&B-Charts und eine Top-20-Platzierung in den Billboard 200 (Platz 16). Dafür wurde die Formation mit Platin ausgezeichnet. Die Single Burn Rubber (Why You Wanna Hurt Me) erklomm die Spitzenposition der R&B-Charts und konnte sich in den internationalen Hitparaden platzieren – in Deutschland erreichte das Lied Platz 24, in Großbritannien Platz 22. Weitere erfolgreiche 1981er Auskopplungen sind Humpin’ und die Ballade Yearning for Your Love.
Eine weitere Platin-Schallplatte erhielt die Gap Band für das Album Gap Band IV, das 1982 Platz 1 der R&B-Charts und Platz 14 der Billboard 200 erreichte. Auch die Singles Early in the Morning und Outstanding schafften es an die Spitze der R&B-Charts, You Dropped a Bomb on Me erreichte dort Rang 2. Der darauf folgende Longplayer Gap Band V – Jammin’ stieg auf Platz 2 der R&B-Charts und auf Platz 28 der Billboard 200 – das reichte diesmal für eine Goldene Schallplatte. Der ausgekoppelte Track Party Train kam auf Platz 4 der R&B-Hitliste. I’m Ready (If You’re Ready) und Jam the Motha’ wurden kleinere Erfolge.
1985 gelang mit dem Album Gap Band VI ein weiteres Mal der Sprung an die Spitze der R&B-Charts. Die erfolgreichsten Auskopplungen sind Beep a Freak (R&B Platz 2) und I Found My Baby (R&B Platz 8). Daraufhin ließ der Erfolg der Gruppe nach und das Album Gap Band VII schaffte es 1986 nur noch auf Platz 6 der R&B-Charts, die einzig nennenswerte Auskopplung Going in Circles kam dort auf Platz 2. Gap Band 8 erschien 1987 und ist das erste Album seit 1980, das eine Top-10-Platzierung in den R&B-Charts verfehlte und lediglich auf Platz 29 stand. Dafür konnte die Platte in Europa Erfolge verzeichnen, was vor allem der Auskopplung Big Fun zu verdanken ist, die in Deutschland auf Platz 24 und im Vereinigten Königreich sogar auf Platz 4 stieg. Ein 1987er Remix von Oops Upside Your Head, der nicht auf dem Album enthalten ist, platzierte sich auf Rang 20 der UK-Charts.
Ab 1988 rückte die Gap Band von dem System der nummerierten Alben ab und nannte die nächste Langspielplatte Straight from the Heart. Den Höhepunkt ihres Erfolgs hatte die Gruppe zu diesem Zeitpunkt bereits hinter sich gelassen, was durch weiter sinkende Verkaufszahlen zum Ausdruck kam. Einzig mit der Single All of My Love vom Album Round Trip konnte die Formation 1989 noch einmal Rang 1 der R&B-Charts erreichen, Addicted to Your Love wurde im Anschluss auf Platz 8 der letzte R&B-Top-10-Hit der Gap Band.
In den 1990er Jahren erschienen drei Studioalben: Testimony (1994), Ain’t Nothin’ but a Party (1995) und Y2K: Funkin’ Till 2000 Comz (1999). Charlie Wilson konzentrierte sich in dieser Zeit auf seine Solokarriere, die er 1992 mit dem Album You Turn My Life Around begann. Er versuchte, sich eine jüngere Zielgruppe zu erschließen und realisierte ein Feature mit Snoop Dogg. Die beiden Musiker coverten den Gap-Band-Klassiker Oops Upside Your Head unter dem Titel Snoop’s Upside Ya Head. Das letzte Studioalbum der Gap Band erschien 2001 und trägt den Titel Love at Your Fingatips.
Robert Wilson starb im August 2010 an einem Herzinfarkt, was zur Auflösung der Gruppe führte. Ronnie Wilson starb am 2. November 2021 an einem Herzinfarkt.

## Mitglieder
- Charles Kent Wilson (* 29. Januar 1953 in Tulsa, Oklahoma) – Leadgesang, Tasteninstrumente, Perkussion
- Ronnie James Wilson (* 1954 oder 1955 in Tulsa, Oklahoma; † 2. November 2021) – Gesang, Tasteninstrumente, Blechblasinstrumente, Perkussion
- Robert Lynn Wilson (* 1957 in Tulsa, Oklahoma; † 15. August 2010 in Kalifornien) – Gesang, Bass, Gitarre, Perkussion
- Malvin “Dino” Vice (eigentlich Malvin Vice, Jr.; * 10. Mai 1953 in Tulsa, Oklahoma) – Blechblasinstrumente, Streichinstrumente, Gesang
- Raymond James Calhoun – Schlagzeug, Perkussion, Gesang
- Oliver A. Scott – Tasteninstrumente, Posaune, Gesang
- Tim Fenderson – Bass
- Fred “Locksmith” Jenkins – Gitarre
- Billy Young – Tasteninstrumente
- Ronnie Kaufman – Schlagzeug
- Alvin Jones – Posaune (1974)
- O’Dell Stokes – Gitarre (1974)
- Carl Scoggins – Congas, Perkussion (1974)
- Roscoe Smith – Schlagzeug (1974)
- Tommy Lokey – Trompete (1974–1983)
- Chris Clayton – Saxophon, Gesang (1974–1983)
- James Macon – Gitarre (1977–1986)
- LaSalle Gabriel – Gitarre (1994–1997)
- Valaria Marie “Val” Young – Gesang

## Diskografie

### Studioalben
| Jahr | Titel Musiklabel                                 | Höchstplatzierung, Gesamtwochen, AuszeichnungChartplatzierungen (Jahr, Titel, Musiklabel, Platzierungen, Wochen, Auszeichnungen, Anmerkungen) | Höchstplatzierung, Gesamtwochen, AuszeichnungChartplatzierungen (Jahr, Titel, Musiklabel, Platzierungen, Wochen, Auszeichnungen, Anmerkungen) | Höchstplatzierung, Gesamtwochen, AuszeichnungChartplatzierungen (Jahr, Titel, Musiklabel, Platzierungen, Wochen, Auszeichnungen, Anmerkungen) | Höchstplatzierung, Gesamtwochen, AuszeichnungChartplatzierungen (Jahr, Titel, Musiklabel, Platzierungen, Wochen, Auszeichnungen, Anmerkungen) | Anmerkungen                                                                            |
| Jahr | Titel Musiklabel                                 | DE | UK | US | R&B | Anmerkungen                                                                            |
| ---- | ------------------------------------------------ | --- | --- | --- | --- | -------------------------------------------------------------------------------------- |
| 1979 | The Gap Band Mercury Records                     | — | — | US77 (18 Wo.)US | R&B10 (25 Wo.)R&B | Produzent: Lonnie Simmons                                                              |
| 1980 | The Gap Band II Mercury Records                  | — | — | US42 Gold · (28 Wo.)US | R&B3 (21 Wo.)R&B | Produzent: Lonnie Simmons                                                              |
| 1981 | The Gap Band III Mercury Records                 | — | — | US16 Platin · (37 Wo.)US | R&B1 (37 Wo.)R&B | Produzent: Lonnie Simmons                                                              |
| 1982 | Gap Band IV Total Experience Records             | — | — | US14 Platin · (52 Wo.)US | R&B1 (55 Wo.)R&B | Produzent: Lonnie Simmons                                                              |
| 1983 | Gap Band V – Jammin’ Total Experience Records    | — | — | US28 Gold · (43 Wo.)US | R&B2 (39 Wo.)R&B | Produzent: Lonnie Simmons                                                              |
| 1985 | Gap Band VI Total Experience Records             | — | — | US58 (23 Wo.)US | R&B1 (40 Wo.)R&B | Produzent: Lonnie Simmons                                                              |
| 1986 | Gap Band VII Total Experience Records            | — | — | US159 (15 Wo.)US | R&B6 (32 Wo.)R&B | Produzenten: Charlie Wilson, Jonah Ellis, Lonnie Simmons                               |
| 1987 | Gap Band 8 Total Experience Records              | DE65 (1 Wo.)DE | UK47 (3 Wo.)UK | — | R&B29 (23 Wo.)R&B | Produzenten: Charlie Wilson, Jimmy Hamilton, Lonnie Simmons, Oliver Scott, Rudy Taylor |
| 1988 | Straight from the Heart Total Experience Records | — | — | — | R&B74 (6 Wo.)R&B | Produzent: Ronnie Wilson                                                               |
| 1989 | Round Trip Capitol Records                       | — | — | US189 (7 Wo.)US | R&B20 (37 Wo.)R&B | Produzenten: Charlie Wilson, Ronnie Wilson, Jon Gass                                   |

Weitere Studioalben
- 1974: Magicians Holiday (Shelter Records)
- 1977: The Gap Band (Tattoo Records, RCA Victor)
- 1983: Strike a Groove (Passport Records)
- 1994: Testimony (Rhino Records)
- 1995: Ain’t Nothin’ but a Party (Raging Bull Records)
- 1999: Y2K: Funkin’ Till 2000 Comz (Eagle Records)
- 2001: Love at Your Fingatips (9th Floor Recordz)

### Livealben
| Jahr | Titel       | Höchstplatzierung, Gesamtwochen, AuszeichnungChartplatzierungen (Jahr, Titel, Platzierungen, Wochen, Auszeichnungen, Anmerkungen) | Höchstplatzierung, Gesamtwochen, AuszeichnungChartplatzierungen (Jahr, Titel, Platzierungen, Wochen, Auszeichnungen, Anmerkungen) | Höchstplatzierung, Gesamtwochen, AuszeichnungChartplatzierungen (Jahr, Titel, Platzierungen, Wochen, Auszeichnungen, Anmerkungen) | Höchstplatzierung, Gesamtwochen, AuszeichnungChartplatzierungen (Jahr, Titel, Platzierungen, Wochen, Auszeichnungen, Anmerkungen) | Anmerkungen                                      |
| Jahr | Titel       | DE | UK | US | R&B | Anmerkungen                                      |
| ---- | ----------- | --- | --- | --- | --- | ------------------------------------------------ |
| 1996 | Live & Well | — | — | — | R&B54 (8 Wo.)R&B | Aufnahme: 29. Februar 1996, Fox Theatre, Atlanta |

### Kompilationen
| Jahr | Titel                          | Höchstplatzierung, Gesamtwochen, AuszeichnungChartplatzierungen (Jahr, Titel, Platzierungen, Wochen, Auszeichnungen, Anmerkungen) | Höchstplatzierung, Gesamtwochen, AuszeichnungChartplatzierungen (Jahr, Titel, Platzierungen, Wochen, Auszeichnungen, Anmerkungen) | Höchstplatzierung, Gesamtwochen, AuszeichnungChartplatzierungen (Jahr, Titel, Platzierungen, Wochen, Auszeichnungen, Anmerkungen) | Höchstplatzierung, Gesamtwochen, AuszeichnungChartplatzierungen (Jahr, Titel, Platzierungen, Wochen, Auszeichnungen, Anmerkungen) | Anmerkungen |
| Jahr | Titel                          | DE | UK | US | R&B | Anmerkungen |
| ---- | ------------------------------ | --- | --- | --- | --- | ----------- |
| 1985 | Gap Gold: Best of the Gap Band | — | — | US103 Platin · (16 Wo.)US | R&B46 (10 Wo.)R&B |             |
| 1986 | The 12" Collection             | — | — | — | R&B61 (8 Wo.)R&B |             |
| 2009 | Playlist Your Way              | — | — | — | R&B70 (1 Wo.)R&B |             |

Weitere Kompilationen
- 1986: The Best of the Gap Band
- 1989: Humpin’
- 1994: The Best of Gap Band
- 1997: Greatest Hits
- 1998: Greatest Hits
- 1999: The 12" Collection and More
- 2000: Classic Gap Band
- 2000: The Best of Gap Band
- 2001: Ultimate Collection
- 2003: For the People
- 2006: Gold (2 CDs)
- 2011: Icon
- 2013: Oops Upside Your Head: The Best of the Gap Band
- 2015: The Gap Band / The Gap Band II / The Gap Band III (2 CDs)

### Singles
| Jahr | Titel Album                                                                            | Höchstplatzierung, Gesamtwochen, AuszeichnungChartplatzierungen (Jahr, Titel, Album, Platzierungen, Wochen, Auszeichnungen, Anmerkungen) | Höchstplatzierung, Gesamtwochen, AuszeichnungChartplatzierungen (Jahr, Titel, Album, Platzierungen, Wochen, Auszeichnungen, Anmerkungen) | Höchstplatzierung, Gesamtwochen, AuszeichnungChartplatzierungen (Jahr, Titel, Album, Platzierungen, Wochen, Auszeichnungen, Anmerkungen) | Höchstplatzierung, Gesamtwochen, AuszeichnungChartplatzierungen (Jahr, Titel, Album, Platzierungen, Wochen, Auszeichnungen, Anmerkungen) | Höchstplatzierung, Gesamtwochen, AuszeichnungChartplatzierungen (Jahr, Titel, Album, Platzierungen, Wochen, Auszeichnungen, Anmerkungen) | Anmerkungen                                                                    | [↑]: gemeinsam behandelt mit vorhergehendem Eintrag; [←]: in beiden Charts platziert |
| Jahr | Titel Album                                                                            | DE | UK | US | R&B | Dance | Anmerkungen                                                                    |                                                                                      |
| ---- | -------------------------------------------------------------------------------------- | --- | --- | --- | --- | --- | ------------------------------------------------------------------------------ | ------------------------------------------------------------------------------------ |
| 1977 | Out of the Blue (Can You Feel It) The Gap Band (1977)                                  | — | — | — | R&B42 (11 Wo.)R&B | — | Erstveröffentlichung: Februar 1977                                             |                                                                                      |
| 1977 | Little Bit of Love The Gap Band (1977)                                                 | — | — | — | R&B95 (2 Wo.)R&B | — | Erstveröffentlichung: Juni 1977                                                |                                                                                      |
| 1979 | Shake The Gap Band (1979)                                                              | — | — | — | R&B4 (18 Wo.)R&B | Dance48 (9 Wo.)Dance | Erstveröffentlichung: Februar 1979                                             |                                                                                      |
| 1979 | Baby Baba Boogie The Gap Band (1979)                                                   | — | — | — | —[Dance: ↑] | Dance48 (9 Wo.)Dance | Erstveröffentlichung: April 1979                                               |                                                                                      |
| 1979 | Open Up Your Mind (Wide) The Gap Band (1979)                                           | — | — | — | R&B13 (14 Wo.)R&B | — | Erstveröffentlichung: Juni 1979                                                |                                                                                      |
| 1980 | Steppin’ (Out) The Gap Band II                                                         | — | — | — | R&B10 (14 Wo.)R&B | — | Erstveröffentlichung: November 1979                                            |                                                                                      |
| 1980 | I Don’t Believe You Want to Get Up and Dance (Oops, Up Side Your Head) The Gap Band II | DE18 (20 Wo.)DE | UK6 Silber · (14 Wo.)UK | — | R&B4 (18 Wo.)R&B | Dance52 (16 Wo.)Dance | Erstveröffentlichung: Januar 1980                                              |                                                                                      |
| 1980 | Party Lights The Gap Band II                                                           | — | UK30 (8 Wo.)UK | — | R&B36 (11 Wo.)R&B | — | Erstveröffentlichung: Mai 1980                                                 |                                                                                      |
| 1981 | Burn Rubber (Why You Wanna Hurt Me) The Gap Band III                                   | DE24 (17 Wo.)DE | UK22 (11 Wo.)UK | US84 (8 Wo.)US | R&B1 (23 Wo.)R&B | Dance19 (26 Wo.)Dance | Erstveröffentlichung: November 1980                                            |                                                                                      |
| 1981 | Humpin’ The Gap Band III                                                               | — | UK36 (6 Wo.)UK | — | R&B60 (6 Wo.)R&B[Dance: ↑] | Dance19 (26 Wo.)Dance | Erstveröffentlichung: März 1981                                                |                                                                                      |
| 1981 | Yearning for Your Love The Gap Band III                                                | — | UK47 (4 Wo.)UK | US60 (7 Wo.)US | R&B5 (18 Wo.)R&B | — | Erstveröffentlichung: März 1981                                                |                                                                                      |
| 1982 | Early in the Morning Gap Band IV                                                       | — | UK55 (3 Wo.)UK | US24 (14 Wo.)US | R&B1 (24 Wo.)R&B | Dance13 (16 Wo.)Dance | Erstveröffentlichung: April 1982                                               |                                                                                      |
| 1982 | You Dropped a Bomb on Me Gap Band IV                                                   | — | — | US31 (13 Wo.)US | R&B2 (15 Wo.)R&B | Dance39 (10 Wo.)Dance | Erstveröffentlichung: Juli 1982                                                |                                                                                      |
| 1983 | Outstanding Gap Band IV                                                                | — | UK68 (4 Wo.)UK | US51 (8 Wo.)US | R&B1 (24 Wo.)R&B | Dance24 (9 Wo.)Dance | Erstveröffentlichung: November 1982                                            |                                                                                      |
| 1983 | Party Train Gap Band V – Jammin’                                                       | — | — | — | R&B3 (19 Wo.)R&B | — | Erstveröffentlichung: August 1983                                              |                                                                                      |
| 1983 | I’m Ready (If You’re Ready) Gap Band V – Jammin’                                       | — | UK87 (1 Wo.)UK | — | — | — | Erstveröffentlichung: Oktober 1983                                             |                                                                                      |
| 1983 | Jam the Motha’ Gap Band V – Jammin’                                                    | — | — | — | R&B16 (15 Wo.)R&B | — | Erstveröffentlichung: November 1983                                            |                                                                                      |
| 1984 | No Guilty –                                                                            | — | — | — | R&B77 (6 Wo.)R&B | — | Erstveröffentlichung: März 1984                                                |                                                                                      |
| 1984 | I’m Ready (If You’re Ready) Gap Band V – Jammin’                                       | — | — | — | R&B74 (5 Wo.)R&B | — | Erstveröffentlichung: April 1984                                               |                                                                                      |
| 1984 | Beep a Freak Gap Band VI                                                               | — | — | — | R&B2 (18 Wo.)R&B | Dance66 (4 Wo.)Dance | Erstveröffentlichung: November 1984                                            |                                                                                      |
| 1984 | Someday Gap Band V – Jammin’                                                           | — | UK17 (9 Wo.)UK | — | — | — | Erstveröffentlichung: März 1984                                                |                                                                                      |
| 1984 | Jammin’ in America Gap Band V – Jammin’                                                | — | UK64 (4 Wo.)UK | — | — | — | Erstveröffentlichung: Juni 1984                                                |                                                                                      |
| 1985 | I Found My Baby Gap Band VI                                                            | — | — | — | R&B8 (16 Wo.)R&B | — | Erstveröffentlichung: Februar 1985                                             |                                                                                      |
| 1985 | Disrespect Gap Band VI                                                                 | — | — | — | R&B18 (14 Wo.)R&B | — | Erstveröffentlichung: Juni 1985                                                |                                                                                      |
| 1985 | Desire Gap Band VII                                                                    | — | — | — | R&B46 (9 Wo.)R&B | — | Erstveröffentlichung: Dezember 1985                                            |                                                                                      |
| 1986 | Going in Circles Gap Band VII                                                          | — | — | — | R&B2 (17 Wo.)R&B | — | Erstveröffentlichung: Januar 1986                                              |                                                                                      |
| 1986 | Automatic Brain Gap Band VII                                                           | — | — | — | R&B78 (4 Wo.)R&B | — | Erstveröffentlichung: Juni 1986                                                |                                                                                      |
| 1986 | Big Fun Gap Band 8                                                                     | DE24 (13 Wo.)DE | UK4 (12 Wo.)UK | — | R&B8 (18 Wo.)R&B | — | Erstveröffentlichung: November 1986                                            |                                                                                      |
| 1987 | How Music Came About (Bop B Da B Da Da) Gap Band 8                                     | — | UK61 (2 Wo.)UK | — | — | — | Erstveröffentlichung: März 1987                                                |                                                                                      |
| 1987 | Zibble, Zibble (Get the Money) (AKA: Get Loose, Get Funky) Gap Band 8                  | — | — | — | R&B15 (12 Wo.)R&B | — | Erstveröffentlichung: März 1987                                                |                                                                                      |
| 1987 | Oops Upside Your Head (’87 Mix) –                                                      | — | UK20 (8 Wo.)UK | — | — | — | Erstveröffentlichung: Juni 1987 Remix: Lonnie Simmons, Rudy Taylor             |                                                                                      |
| 1987 | Sweeter Than Candy Straight from the Heart                                             | — | — | — | R&B40 (14 Wo.)R&B | — | Erstveröffentlichung: September 1987 vom Soundtrack des Films Penetentiary III |                                                                                      |
| 1988 | Straight from the Heart                                                                | — | — | — | R&B36 (13 Wo.)R&B | — | Erstveröffentlichung: Juni 1988                                                |                                                                                      |
| 1988 | I’m Gonna Git You Sucka –                                                              | — | — | — | R&B14 (15 Wo.)R&B | Dance35 (4 Wo.)Dance | Erstveröffentlichung: Dezember 1988 vom Soundtrack des Films Ghettobusters     |                                                                                      |
| 1989 | All of My Love Round Trip                                                              | — | UK88 (1 Wo.)UK | — | R&B1 (17 Wo.)R&B | — | Erstveröffentlichung: Oktober 1989                                             |                                                                                      |
| 1990 | Addicted to Your Love Round Trip                                                       | — | — | — | R&B8 (13 Wo.)R&B | — | Erstveröffentlichung: Januar 1990                                              |                                                                                      |
| 1990 | We Can Make It Alright Round Trip                                                      | — | — | — | R&B18 (13 Wo.)R&B | — | Erstveröffentlichung: April 1990                                               |                                                                                      |
| 1995 | First Lover Ain’t Nothin’ but a Party                                                  | — | — | — | R&B59 (12 Wo.)R&B | Dance36 (5 Wo.)Dance | Erstveröffentlichung: April 1995                                               |                                                                                      |
| 1995 | Got It Goin’ On Ain’t Nothin’ but a Party                                              | — | — | — | R&B75 (10 Wo.)R&B | — | Erstveröffentlichung: November 1995                                            |                                                                                      |
| 2004 | Oops Upside Your Head –                                                                | — | UK16 (7 Wo.)UK | — | — | — | Erstveröffentlichung: Oktober 2004 DJ Casper feat. The Gap Band                |                                                                                      |

Weitere Singles
- 1974: Backbone
- 1974: I-Yike-It
- 1976: This Place Called Heaven
- 1979: Baby Baba Boogie
- 1980: The Boys Are Back in Town
- 1983: Not Guilty
- 1985: The Christmas Song (Chestnuts Roasting on an Open Fire)
- 1986: Automatic Brain
- 1988: You Told Me That
- 1988: All The Way Yours
- 1994: Gap’s Jam
- 1996: Mega-Mixes
- 1999: Funkin’ Till 2000 Comz